# Robert de Matallana
Robert de Matallana (Borgonya?, França, començament del segle xii - Matallana, abans de 1198) fou un monjo cistercenc, primer abat del monestir de Matallana (municipi de Villalba de los Alcores, província de Valladolid). Fou tingut com a sant i, tot i que no fou canonitzat oficialment, es venerà com a sant en el si de l'Orde del Cister.
El lloc de Matallana fou adquirit per Alfons VIII de Castella en 1181 i cedit al noble Tello Pérez de Meneses. En 1185, aquest i la seva muller Gontroda hi fundaren un monestir, Santa María de Matallana, que lliuraren «a Déu, la Mare de Déu, l'abat Guillem del monestir cistercenc de La Crête i a Robert, primer abat de Matallana», tal com consta en l'acta de donació. La comunitat era, doncs, de monjos provinents del monestir de La Crête (Alt Marne, França) i el primer abat en fou Robert, monjo d'aquell monestir. Probablement, s'instal·laren en un edifici ja existent, potser dels seus antics propietaris, l'Orde de l'Hospital, i no fou fins 1228 que començaren les obres del nou monestir.
No sabem d'aquest abat més que fou un home virtuós i tingut per sant. Deuria morir abans de 1198, quan ja hi consta l'abat Isidor., un 19 d'abril, ja que el martirologi del monestir deia: "Obiit domnus Robertus bonae memoriae, primus abbas Mataplanae". Fou deixeble seu el que serà bisbe de Palència Tello Téllez de Meneses, fill del fundador.
Enterrat sota l'altar major del monestir de Matallana, fou venerat com a sant i se li atribuïren miracles, fins que el monestir fou desamortitzat i abandonat en 1835. Era invocat contra les plagues de llagosta i per a protegir els conreus. L'orde el celebrava el dia 5 de desembre i al calendari gal·licà, el 2 de desembre. El seu culte anà desapareixent, com ho feren les restes, perdudes en les runes del monestir, i, tot i figurar en alguns santorals de l'orde i aparèixer en històries i cròniques com a "Sant Robert de Matallana", acabà essent oblidat.